# 佩倫巴赫河 (施韋斯尼茨河支流)
50°14′56.7″N 12°1′59″E / 50.249083°N 12.03306°E

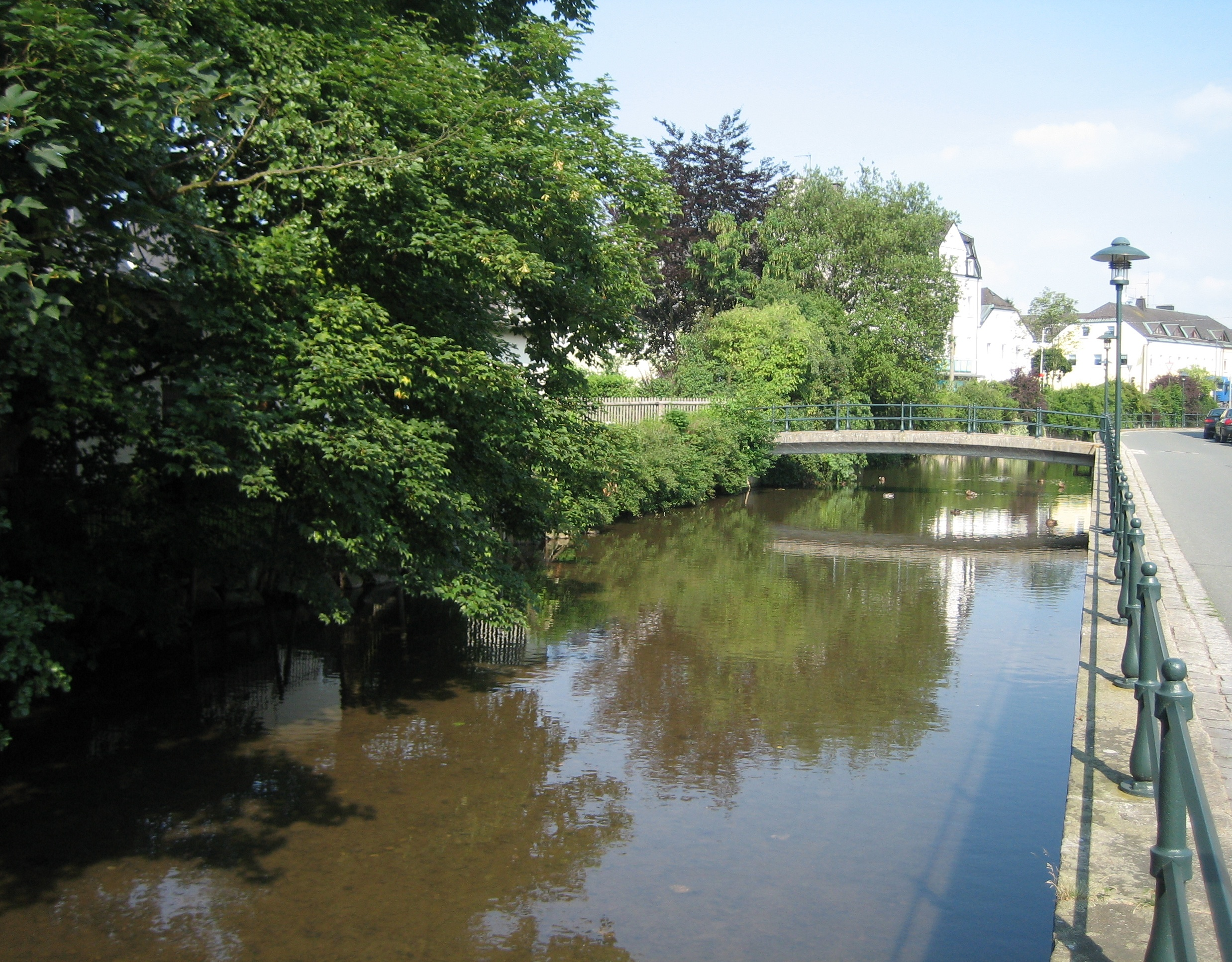

佩倫巴赫河（德語：Perlenbach），是德國的河流，位於該國東南部，由巴伐利亞負責管轄，與赫爾巴赫河匯流成為施韋斯尼茨河，河道全長15.3公里，流域面積47.9平方公里。